# 劉曼卿
劉 曼卿（りゅう まんけい）は、中華民国の女性。チベット生まれ。父は清末の駐蔵大臣やパンチェン・ラマ9世の秘書をつとめた劉華軒（漢族系回教徒（回族））、母はチベット族 。イスラム教徒。

## 人物・生涯

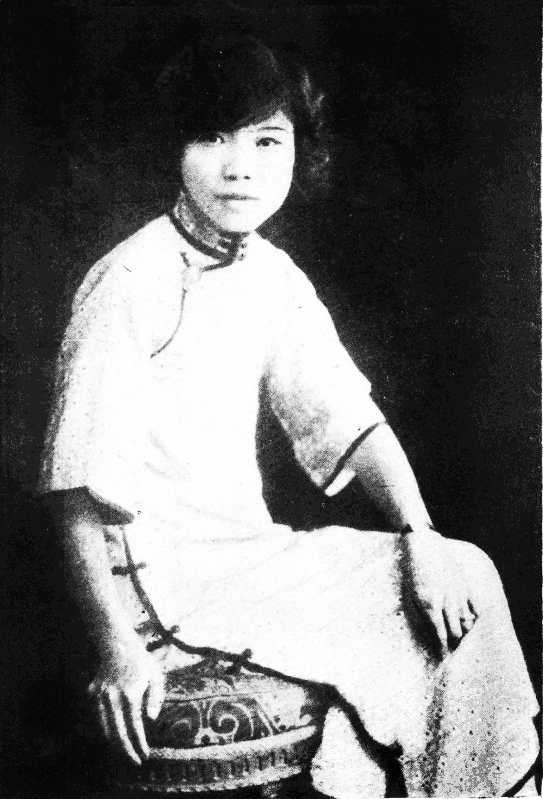
劉曼卿別影

父は回族ではあったものの、代々ラサに居住していたため、習俗・言語もすでにチベット化しており、曼卿もやはり母語はチベット語であった。1911年（宣統3年）夏、清朝滅亡に伴う混乱があり、劉曼卿の一家はインドのダージリンに逃れている。
1918年（民国7年）、劉父子は北京に移る。曼卿は北京第一小学に入学して中国語を学び、成績は優秀であった。その後、北通州女子師範に入学したが、19歳の時に父母の厳命で退学、親が決めた男と結婚している。しかし、これは曼卿の本意ではなかったため、まもなく離婚し、師範に再入学した。卒業後は、チベットの衛生と教育のために働きたい、との願いから、道済医院の看護士となっている。
1928年（民国17年）冬、国民政府が蒙蔵委員会を設立した機会に、ダライ・ラマ13世が使者としてロサン・パサン（「羅桑巴賛」または「羅桑巴桑」）を派遣してくる。ロサン・パサンは人手を介して通訳として劉曼卿を招聘し、共に蔣介石と会見した。蔣は劉の中蔵双方の言語能力を賞賛し、数日後、国民政府一等書記官に任命した。
翌1929年（民国18年）、ダライ･ラマとパンチェン・ラマとの間で抗争が発生し、国民政府中央はその調停のための使者を派遣することになる。このとき、劉曼卿は自ら志願して使者となった。同年7月、劉は南京を出発し、四川省、西康を経てチベットに入り、1930年（民国21年）2月、ラサに到着した。約3か月のラサ滞在の間、劉はダライ・ラマと3度会談し、国民政府との通交の利を説いた。その結果、ダライ・ラマは南京にチベット代表を駐在させることなどに同意している。
任務完了後、劉曼卿はインド経由で海路帰国し、帰国後は各界から大歓迎を受けた。1932年（民国21年）夏、西康・チベットの第2次踏査に赴いている。劉の2度の踏査記録は『康蔵軺車』としてまとめられ、1933年（民国22年）11月に出版されている。ただし、劉本人の手による踏査記ではなく、彼女の口述等をもとに蔣唯心という人物が書きまとめたものと推測されている。日中戦争勃発に際しては、劉は他の西康・チベット出身人士と共に抗日声明を発表した。
1941年（民国30年）、病没。享年36。